# Титов, Андрей Алексеевич (Герой Советского Союза)
Андрей Алексеевич Титов (24 июня 1905, Покровка, Семиреченская область — 8 ноября 1981, Покровка, Иссык-Кульская область) — наводчик противотанкового ружья 4-го эскадрона 60-го гвардейского кавалерийского полка 16-й гвардейской Черниговской кавалерийской дивизии, сформированной в декабре 1941 года в городе Уфе, как 112-я Башкирская кавалерийская дивизия, 7-го гвардейского кавалерийского корпуса 61-й армии Центрального фронта, гвардии ефрейтор, Герой Советского Союза.Сейчас его внук и дочь живут в России.

## Биография
Родился 24 июня 1905 года в селе Покровка (ныне — Кызыл-Суу Джети-Огузского района Иссык-Кульской области) в крестьянской семье. Член ВКП(б)/КПСС с 1946 года. Русский. Окончил начальную школу. Работал в колхозе.
В Красной Армии с 1942 года. В действующей армии с октября 1942 года.
Наводчик ПТР 4-го эскадрона 60-го гвардейского кавалерийского полка гвардии ефрейтор Андрей Титов в ночь на 28 сентября 1943 года в числе первых переправился через реку Днепр в Брагинском районе Гомельской области Белоруссии. В бою за деревню Вялье отважный бронебойщик уничтожил три вражеские пулемётные точки, а 30 сентября 1943 года в бою у деревни Галки подбил штурмовое орудие.
Указом Президиума Верховного Совета СССР «О присвоении звания Героя Советского Союза генералам, офицерскому, сержантскому и рядовому составу Красной Армии» от 15 января 1944 года за «образцовое выполнение боевых заданий командования на фронте борьбы с немецкими захватчиками и проявленными при этом отвагу и геройство» гвардии ефрейтору Титову Андрею Алексеевичу присвоено звание Героя Советского Союза с вручением ордена Ленина и медали «Золотая Звезда».
В 1945 году мужественный воин демобилизован. Вернулся в Киргизию — в родное село, где работал председателем колхоза. Скончался 8 ноября 1981 года. Похоронен в селе Покровка.
Награждён орденами Ленина, Отечественной войны 1-й и 2-й степени, Красной Звезды, медалями.
Память
Мемориальная доска в память о Герое установлена в его родном селе Покровка. Имя А. А. Титова высечено золотыми буквами на мемориальных досках вместе с именами всех 78-и Героев Советского Союза 112-й Башкирской кавалерийской дивизии, установленных в Национальном музее Республики Башкортостан и в Музее 112-й Башкирской кавалерийской дивизии.